# Guldburen
Guldburen är en svensk TV-serie i fyra delar från 1991, regisserad av Björn Melander. I rollerna ses bland andra Viveka Seldahl, Reine Brynolfsson och Isabelle Rhedin-Hüttner.

## Handling
Serien handlar om en polsk invandrarfamilj i konflikt med den svenska rättvisan. Dottern råkar ut för en olyckshändelse och hotas av omhändertagande.

## Rollista
- Viveka Seldahl – Irena
- Reine Brynolfsson	– Tomek
- Isabelle Rhedin-Hüttner – Agnieszka
- Christina Barklund – Gerd
- Inger Norryd – Barbro
- Göran Redin – Lennart
- Gunnel Lindblom – Margareta Kallin
- Peter Haber – doktor Molander
- Gunilla Nyroos – Kristina Frisk
- Lennart Hjulström	– Jacek, journalist
- Stefan Böhm – Dr. Gatzakis
- Jan Dolata – Macek
- Anneli Martini – Ottine